# Șase fabule cu un struț
Șase fabule cu un struț este un film românesc din 1964 regizat de Constantin Mustețea.